# Хмелево (Брестская область)
Хмелево (бел. Хмелева) — агрогородок в Жабинковском районе Брестской области Белоруссии. Центр Хмелевского сельсовета. Население — 348 человек (2019).

## География

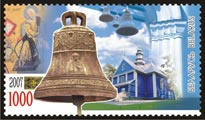
Спасо-Преображенский монастырь на почтовой марке Республики Беларусь

Хмелево находится в 9 км к северо-западу от Жабинки неподалёку от границы с Каменецким районом. Местность принадлежит бассейну Вислы, восточнее агрогородка находятся мелиоративные каналы со стоком в реку Жабинка. Через село проходит автодорога Жабинка — Хмелево — Деменичи. Ближайшая ж/д станция в Жабинке (линия Брест — Барановичи).

## История
Первое упоминание Хмелево в письменных источниках датируется 1542 годом, когда оно принадлежало Якубу и Станиславу Хмелевским. В 1565 году имение принадлежало Мартину Хмелевскому, а в 1612 году А. Н. Коханику-Хмелевскому. Весной 1660 году Хмелево входило в Чернавчицкое имение графини Л. М. Гротэн, было ограблена казаками во время Русско-польской войны 1654—1667 годов.
В 1725 году построена Спасо-Преображенская церковь (сохранилась).
После третьего раздела Речи Посполитой (1795 год) в составе Российской империи, с 1801 года принадлежало Брестскому уезду Гродненской губернии.
В XIX веке имение перешло во владение рода Лимбарских, которые владели Хмелевым до 1939 года. Лимбарские выстроили в имении усадьбу с усадебным домом и парком. В 60-е годы XIX века Хмелево насчитывало 369 жителей, село было центром крестьянского общества, действовали народное училище и церковь. В 1839 году церковь была капитально отремонтирована.
К 1905 году население деревни возросло до 830 человек, но уменьшилось за годы Первой мировой войны до 744 жителей.
Согласно Рижскому мирному договору (1921) деревня вошла в состав межвоенной Польши, где принадлежала Полесскому воеводству. С 1939 года — в составе БССР.
В 1998 году Хмелево насчитывало 413 жителей, являлось центром колхоза «Родина». В селе действовали средняя школа, детский сад, отделение связи, медпункт, комбинат бытового обслуживания, сберегательная касса.
В 2000 году при Спасо-Преображенской церкви XVIII века был создан мужской монастырь.

## Достопримечательности
- Спасо-Преображенская церковь. Деревянная церковь построена в 1725 году, в XIX веке капитально ремонтировалась. В XIX веке рядом с церковью поставлена деревянная колокольня. Памятник архитектуры с чертами барокко и классицизма[5]. Церковь включена в Государственный список историко-культурных ценностей Республики Беларусь[6].  Историко-культурная ценность Республики Беларусь, шифр 112Г000258. При церкви находился  список иконы Ченстоховской Божией Матери, прославившийся многочисленными чудесами[9].
- Православный Спасо-Преображенский монастырь. Открыт в 2000 году при церкви. Кроме неё включает в себя церковь в честь иконы Богоматери Ченстоховской (2000 год) и жилые постройки.
- От усадьбы Лимбарских XIX века сохранились лишь руины ледовни и фрагменты парка[8].